# Liste der Baudenkmäler in Coburg/Bertelsdorf

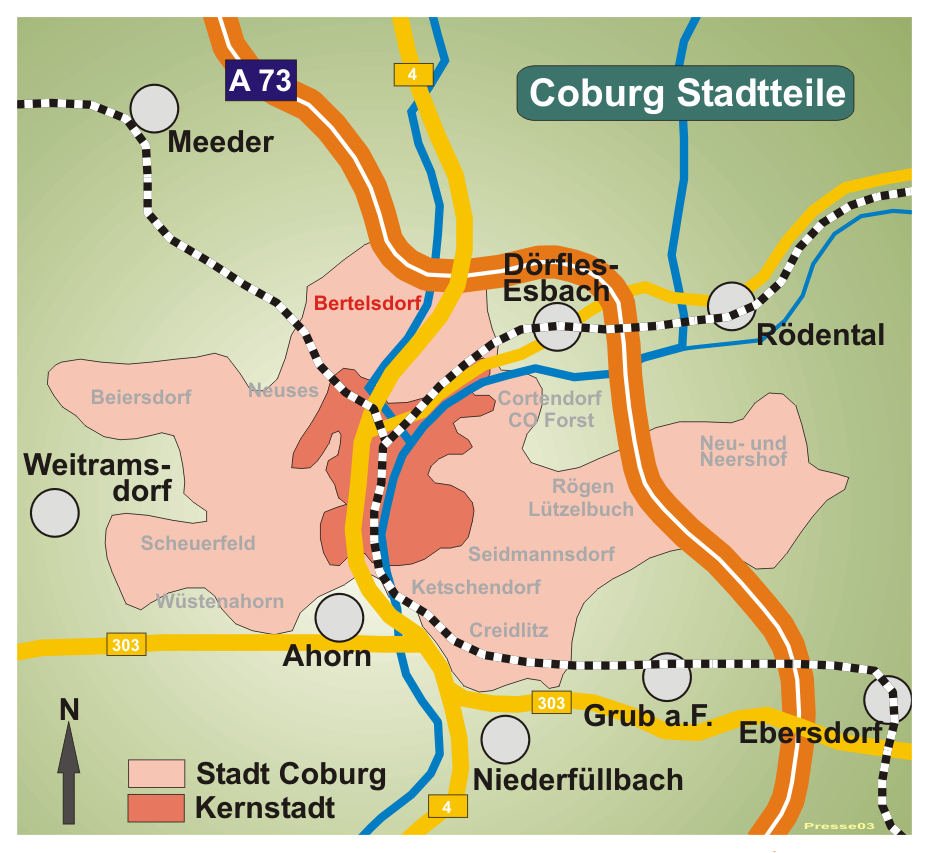
Coburg Stadtteil Bertelsdorf

Der Coburger Stadtteil Bertelsdorf bestand aus den Ortsteilen Bertelsdorf und Glend.

## Bertelsdorf
| Adresse Bezeichnung Akten-Nr.                                                | Beschreibung | Foto |
| ---------------------------------------------------------------------------- | --- | ---- |
| Christenstraße (Standort) Kriegerdenkmal D-4-63-000-580                      | Das Kriegerdenkmal befindet sich in einer kleinen Grünanlage am Hang über der Christenstraße. Der Entwurf stammt von Otto Poertzel; das Denkmal wurde von Maurermeister Römhild ausgeführt und ist der Inschrift zufolge 1921 entstanden. Auf einem stumpfen, gedrungenen Obelisken sind zu drei Seiten rundbogige Inschrifttafeln für die Gefallenen des Ersten Weltkrieges angebracht, die jeweils von einem Kranz bekrönt sind; auf der Vorderseite ist eine Gedenktafel mit einem abgebildeten Stahlhelm angebracht. Der Obelisk besteht aus bossierten Sandsteinquadern. |      |
| Esbacher Straße 2 (Standort) Ehemaliges Rittergut Bertelsdorf D-4-63-000-802 | Das ehemalige Rittergut in Bertelsdorf wurde 1800 von der Familie Ehrlicher neu erbaut. Vom mit einer Vielzahl von Nebengebäuden ausgestatteten Rittergut steht nur noch der zweigeschossige Walmdachbau. Das Gebäude besitzt im Obergeschoss, das in Fachwerk ausgeführt ist, elf zu fünf Fensterachsen. Es ist teilverschiefert. Das hohe Walmdach wurde nicht zu Wohnzwecken genutzt. Bis 1898 wurde in diesem Rittergut die Rittergutsbrauerei Ehrlicher betrieben. 1898 verkaufte die Familie Ehrlicher das Gut, worauf es in den Jahren bis 1906 mehrmals den Besitzer wechselte und herunterkam. Unter den verlorengegangenen Nebengebäuden befanden sich das Vogtei-Gerichtsgebäude, früher Sitz des Patrimonialgerichts, mit reicher Ausstattung wie einer Stuckdecke im Gerichtssaal, weiter das Brauhaus, das 1961 abgerissen wurde, ferner ein Scheunengebäude zur Carl-Kaeser-Straße hin, das nach 1977 zugunsten einer Straßenerweiterung abgebrochen wurde. Auch eine im südöstlichen Teil des Gutes gelegene Fachwerkscheune mit Satteldach und überkuppeltem Dachreiter existiert heute nicht mehr. Das Rittergut besaß eine Mühle (Unterer Mühlenweg 2 und 2a) und mehrere Felsenkeller am Oberen Mühlenweg. |      |
| Esbacher Straße 5 (Standort) Bauernhaus eines Dreiseithofes D-4-63-000-803   | Dieser zweigeschossige Satteldachbau ist ein im 18. oder 19. Jahrhundert entstandenes Bauernhaus; es ist Teil eines Dreiseithofes an der Einmündung des Unteren Mühlenweges. Das Haus besitzt 6 zu 3 Fensterachsen und entspricht damit dem typischen mittelgroßen Bauernhaus im Coburger Umland. |      |
| Esbacher Straße 6 (Standort) Wohnhaus D-4-63-000-804                         | Dieses um 1850 entstandene Fachwerkhaus liegt zurückgesetzt hinter dem Haus Esbacher Straße 4. Das Wohnhaus ist ein verschieferter, zweigeschossiger Fachwerkbau, der auf einem Sandsteinquadersockel errichtet wurde. Die Verschieferung erfolgte mit gotisierendem Schablonendekor; die Bändergliederung lässt teilweise die Fachwerkstruktur darunter erkennen. Das Gebäude besitzt 6 zu 3 Fensterachsen. |      |
| Esbacher Straße 9 (Standort) Bauernhof D-4-63-000-893                        | Dieses Fachwerkhaus mit Satteldach wurde 1752 bezogen; den Hinweis auf dieses Jahr gibt eine Inschrifttafel im Sockel. Es bildete im 18. Jahrhundert das einzige links der Lauter liegende Gehöft in Bertelsdorf. Das Haus steht im Bereich des Unterwassers des nahegelegenen Mühlenwehrs; als Schutz vor Hochwasser ist es auf einem hohen massiven Sockel errichtet. An der hofseitigen Giebelwand ist im Obergeschoss eine mit einem Pultdach versehene Giebellaube auf Kragbalken angebaut. Das ehemalige Wohnstallhaus wurde nach dem Ersten Weltkrieg zu einem vollwertigen Wohnhaus ausgebaut. Die kleinteilige Verschindelung des nordwestlichen Obergeschosses geht auf diese Zeit zurück. Im Zuge einer Sanierung 1984 bis 1985 gingen einige Ausstattungsmerkmale wie Fenster, Türen und Holztreppe verloren. Zwei Kleinscheunen gehören zum Ensemble. Das Gebäude wird heute als Mehrfamilienwohnhaus genutzt. |      |
| Mühlenwehr an der Lauter (Standort) Mühlenwehr D-4-63-000-808                | Das Mühlenwehr ist aus Sandsteinquadern 1853 errichtet. Es steht an der nordöstlichen Ecke der Wertwiese, die von den beiden Armen des Lauterbaches umschlossen wird. Die Göpelwerke, die zum Emporziehen des Wehrtores an Ketten dienen, ruhen auf Pfosten. |      |
| Oberer Mühlenweg (Standort) Keller D-4-63-000-806                            | Der aus Sandsteinquadern erbaute Keller hat als Zugang eine rundbogige Doppeltür in einer Stützwand, an der die Jahreszahl „1818“ angebracht ist. Sie befindet sich auf der linken Seite an der Zufahrt zum Haus Oberer Mühlenweg 5. |      |
| Oberer Mühlenweg 5 (Standort) Bauernhof D-4-63-000-805                       | Auf dem früher im Besitz des Klosters Mönchröden befindlichen Vierseithof wurde um 1800 der zweigeschossige Walmdachbau errichtet. Das Obergeschoss ist in Fachwerk ausgeführt, das verputzt ist. Die den Innenhof umschließenden Nebengebäude mit Ställen und Scheune sind um 1900 entstanden. |      |
| Unterer Mühlenweg 2 (Standort) Mühle D-4-63-000-807                          | Die Mühle ist durch ihre urkundliche Erwähnung bis ins 15. Jahrhundert nachweisbar. Bodenfunden zufolge dürfte sie jedoch bereits im 13. bis 14. Jahrhundert entstanden sein. Das Hauptgebäude ist ein dreigeschossiger Walmdachbau aus Sandsteinquadern und Fachwerk, der im 18. bis 19. Jahrhundert entstand. Daneben gehören Nebengebäude und ein Familiengrab der Familie Ehrlicher zum Ensemble. Der Müller Andreas Ehrlicher erweiterte die bis dahin bestehende Getreidemühle 1865 um eine Ölmühle zwischen dem Mühlenhaus und einer großen Scheune jenseits des Mühlgrabens; 1887 wurde neben die Ölmühle noch eine Märbelmühle gesetzt. Für den Mühlenbesitzer Edmund Heubach wurde 1899 vom Zimmermeister A. Eichhorn eine Göpelhalle an die Scheune angebaut. Nach dem Ersten Weltkrieg wurde der Betrieb beider Mühlen eingestellt. 1933 wurde in Heubachs Auftrag der südliche Teil der Mühle aufgestockt und das morsche Mansardwalmdach durch ein Walmdach ersetzt. Bei einer Umbaumaßnahme 1937 entstand ein symmetrisches Satteldach mit Gauben. Die Mühle erhielt 1950 eine Francisturbine zur Stromerzeugung, 1985 ein Zuppinger-Wasserrad. Zugunsten der Errichtung des Wohnhauses Oberer Mühlenweg 4 wurden 1973 der Heustadel im Hof sowie ein weiterer Stadel abgerissen. Die Familie Ehrlicher, die das Rittergut und die Mühlen in Bertelsdorf besaß, hatte mindestens bis 1867 ihr Erbbegräbnis in Neuses. Seit dem Ende des 19. Jahrhunderts benutzte sie die Grablege an der Mühle, die sich noch als Familiengruft Ehrlicher-Kost-Herold-Heubach, von einer kleinen Grünanlage umgeben, dort befindet eine steinerne Sitzbank mit Steintisch, die um 1900 entstand. |      |

## Glend
| Adresse Bezeichnung Akten-Nr.                                                | Beschreibung | Foto |
| ---------------------------------------------------------------------------- | --- | ---- |
| Sulzdorfer Straße 6 (Standort) Bauernhaus D-4-63-000-590                     | Dieses zweigeschossige Bauernhaus in Glend bildet zusammen mit dem benachbarten Haus Nr. 8 ein Kleinensemble (Dreiseithof). Es wurde Mitte des 19. Jahrhunderts als Wohnstallhaus errichtet. Das Haus steht auf einem Sockel, der zumindest auf der Hofseite aus offenen Sandsteinquadern errichtet ist; auf der Straßenseite ist er aus Ziegeln gebaut oder zumindest mit Ziegeln verkleidet. Der zweigeschossige Fachwerkbau ist vollständig verschiefert und besitzt ein Satteldach. Zur Straße hin hat jedes der beiden Geschosse drei Fenster; auf der Langseite ist eine von Holzpfosten getragene Laube und ein holzverkleideter Balkon angebracht. Zum seitlichen Eingang führt eine zehnstufige Treppe hoch. Etwas zurückgesetzt hinter dem Haus befindet sich ein Stadel mit Aufzugsgaube, der vermutlich nach dem Ersten Weltkrieg errichtet wurde. |      |
| Sulzdorfer Straße 8 (Standort) Bauernhaus eines Dreiseithofes D-4-63-000-822 | Dieses Bauernhaus in Glend stammt aus der Zeit um 1800. Es ist ein langgestrecktes Walmdachhaus mit einem verschieferten Fachwerkobergeschoss. An der östlichen Schmalseite befindet sich eine hölzerne Hausgaube. |      |